# 拉塞爾／范布倫站
拉塞爾／范布倫站（英語：LaSalle/Van Buren station）是一個位於芝加哥地鐵棕線、橙線、粉紅線及紫線的車站。拉塞爾／范布倫站是芝加哥迴圈九個車站之一，在1897年10月3日啟用。芝加哥通勤鐵路岩島區線拉塞爾街車站距離此站少於一個街區。
芝加哥商品交易所大廈位於此站以北一個街區。

## 外部連結
- LaSalle/Van Buren Station Page （页面存档备份，存于）

Template:CTA web
- LaSalle Street entrance from Google Maps Street View
- Clark Street entrance from Google Maps Street View